# Branquia

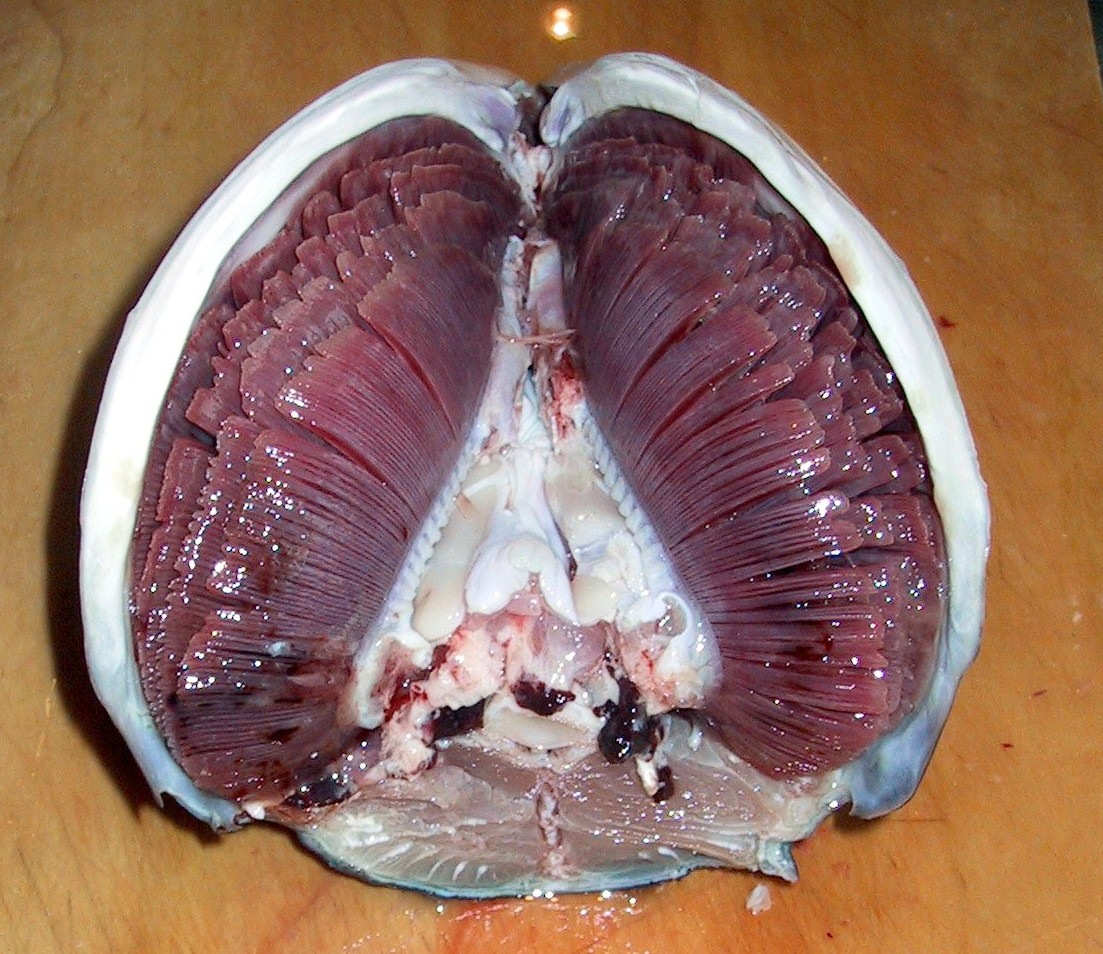
Branquias en la cabeza de un atún.

Las branquias o agallas son los órganos respiratorios de numerosos animales acuáticos, mediante los cuales se extrae el oxígeno (O2) disuelto en el agua y transfiere el dióxido de carbono (CO2) al medio.
Los animales acuáticos dotados de branquias atrapan el O2 que se encuentra disuelto en el agua, el cual pasa a los fluidos internos (sangre, hemolinfa, etc.) y es transportado a los tejidos, donde las células lo requieren para la respiración celular, proceso que se realiza en orgánulos celulares llamados mitocondrias. Como resultado de la respiración celular se produce CO2, el cual debe ser eliminado para evitar la intoxicación del medio interno. 
Los animales más pequeños y de menor tasa metabólica realizan el intercambio de gases por su superficie corporal. Los más grandes o activos necesitan una superficie de intercambio más extensa, para lo que han adquirido en el curso de la evolución estructuras especializadas a las que se llama branquias. Para favorecer el intercambio, la circulación de fluidos está siempre especialmente organizada en estos órganos, incluso en aquellos animales que carecen de un sistema vascular desarrollado, como los moluscos.

## Función
Muchos animales acuáticos microscópicos, y algunos más grandes pero inactivos, pueden absorber suficiente oxígeno a través de toda la superficie de su cuerpo, por lo que pueden respirar adecuadamente sin branquias. Sin embargo, los organismos acuáticos más complejos o más activos suelen necesitar una o varias branquias. Muchos invertebrados, e incluso anfibios, utilizan tanto la superficie corporal como las branquias para el intercambio gaseoso.
Las branquias suelen estar formadas por finos filamentos de tejido, lamelae (placas), ramas o procesos delgados y empenachados que tienen su superficie muy plegada para aumentar la superficie. La naturaleza delicada de las branquias es posible porque el agua que las rodea les sirve de soporte. La sangre u otro fluido corporal debe estar en íntimo contacto con la superficie respiratoria para facilitar la difusión.
Un área superficial alta es crucial para el intercambio de gases de los organismos acuáticos, ya que el agua contiene solo una pequeña fracción del oxígeno disuelto que contiene el aire. Un metro cúbico de aire contiene alrededor de 250 gramos de oxígeno en condiciones estándar de temperatura y presión. En agua dulce, el contenido de oxígeno disuelto es de aproximadamente 8 cm3/L comparado con el del aire que es de 210 cm3/L. El agua es 777 veces más densa que el aire y es 100 veces más viscosa. El oxígeno tiene una tasa de difusión en el aire 10 000 veces mayor que en el agua. El uso de pulmones en forma de saco para eliminar el oxígeno del agua no sería lo suficientemente eficiente para sustentar la vida. En lugar de usar los pulmones, "el intercambio gaseoso tiene lugar en la superficie de branquias altamente vascularizadas sobre las que se mantiene una corriente de agua unidireccional fluye por un mecanismo de bombeo especializado. La densidad del agua evita que las branquias colapsen y queden unas encima de otras, que es lo que sucede cuando se saca un pez del agua".
Por lo general, el agua se mueve a través de las branquias en una dirección por la corriente, por el movimiento del animal a través del agua, por el golpe de los cilios u otros apéndices, o por medio de un mecanismo de bombeo. En los peces y algunos moluscos, la eficacia de las branquias se ve reforzada en gran medida por un mecanismo de intercambio de contracorriente en el que el agua pasa sobre las branquias en dirección opuesta al flujo de sangre a través de ellas. Este mecanismo es muy eficiente y se puede recuperar hasta el 90% del oxígeno disuelto en el agua.

## Características y funciones  de las branquias
Las branquias son órganos externos, a diferencia de los pulmones o tráqueas de los animales de vida subaérea, porque los órganos en forma de cavidad compleja no son apropiados para el movimiento intensivo de un líquido como el agua, de densidad mucho mayor que la del aire, y por el rozamiento implicado. El intercambio eficaz de gases exige un contacto sin barreras entre las células epidérmicas de la branquia y el agua circundante, lo mismo por otra parte que en los pulmones, de forma que incluso en animales dotados de tegumentos reforzados, como la piel escamosa de los peces, las branquias están siempre al menos cubiertas de tejidos blandos y frágiles.
Anatómicamente las branquias se presentan en dos formas. La más común es la de apéndices ramificados de gran superficie relativa. Así se presentan, por ejemplo, en moluscos, anélidos y larvas acuáticas de salamandras y tritones, o larvas acuáticas de insectos. La otra forma es la que se observa en el conjunto heterogéneo de vertebrados acuáticos que se denomina peces. En estos las branquias son estructuras especializadas organizadas entre las hendiduras faríngeas, o hendiduras branquiales, orificios que comunican lateralmente el tubo digestivo con el exterior. El agua que entra por la boca sale por las hendiduras, oxigenando la sangre que circula por vasos que recorren los tabiques situados entre ellas, que son las branquias. 

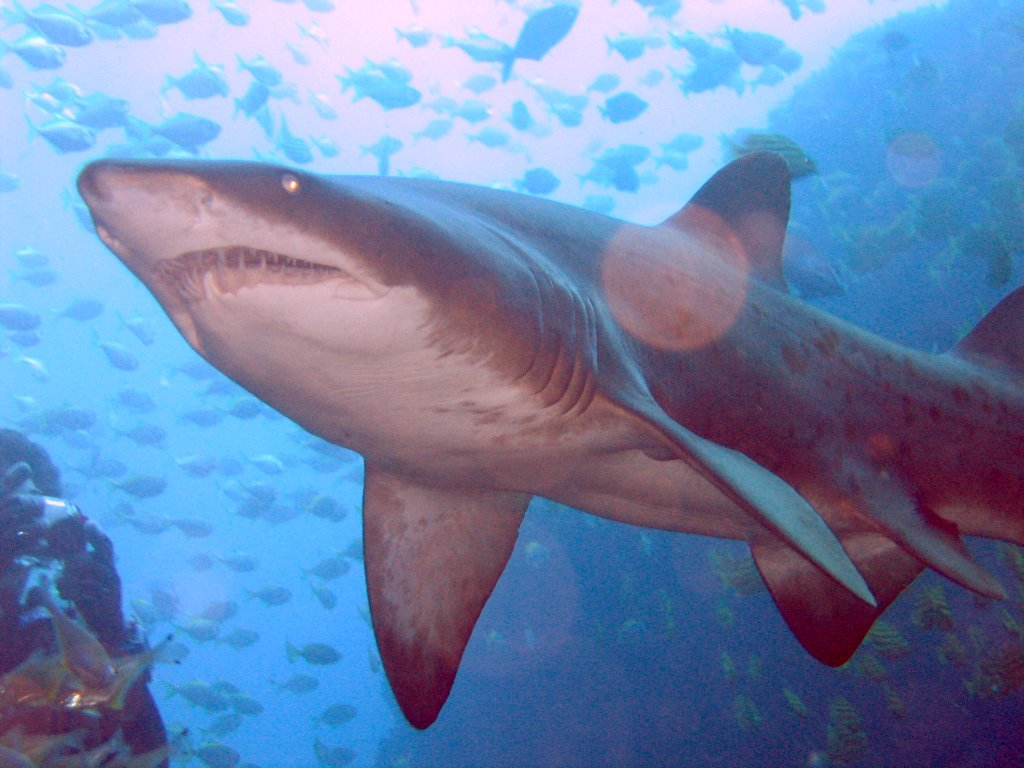
En los tiburones se aprecian fácilmente las hendiduras branquiales laterales.

En las dos modalidades anatómicas las branquias pueden quedar más o menos protegidas dentro de una cavidad abierta por la que se hace circular el agua. Es el caso, por ejemplo, de los moluscos (cefalópodos, gasterópodos, bivalvos, etc.) donde la cavidad paleal que contiene a las branquias intercambia agua con el ambiente sólo a través de conductos llamados sifones. También es el caso de los peces óseos, donde las branquias quedan protegidas externamente por una extensión de la pared corporal llamada opérculo. El término agalla se refiere en estos peces a las branquias, pero el uso coloquial lo aplica a menudo a los opérculos. En los tiburones, por el contrario, las hendiduras branquiales son visibles externamente.
En los peces óseos el agua es bombeada activamente, con movimientos rítmicos, desde la cavidad bucofaríngea hacia la cavidad situada debajo del opérculo, atravesando para ello entre las branquias. De los tiburones se ha dicho, pero ahora sabemos que no es exacto, que se limitan a nadar con la boca abierta, de manera que el agua fluye constantemente a través de las branquias. 
En los vertebrados e insectos con fases juveniles acuáticas, como los anfibios y las efémeras, las larvas están equipadas con branquias, aunque los adultos respiren por órganos aéreos.
Las branquias están relacionadas con el aparato circulatorio, que lleva el líquido circulatorio (sangre o hemolinfa) hasta ellas después de haber recorrido todo el cuerpo cargándose de CO2, y vuelve al cuerpo desde ellas cargado de O2. En los animales con sistema circulatorio abierto, como artrópodos o moluscos, el desarrollo vascular más importante se da precisamente en las branquias, porque transportar y distribuir los gases respiratorios, que proceden de o tienen como destino los órganos de (intercambio gaseoso), es la principal función de un aparato circulatorio.

## Vertebrados

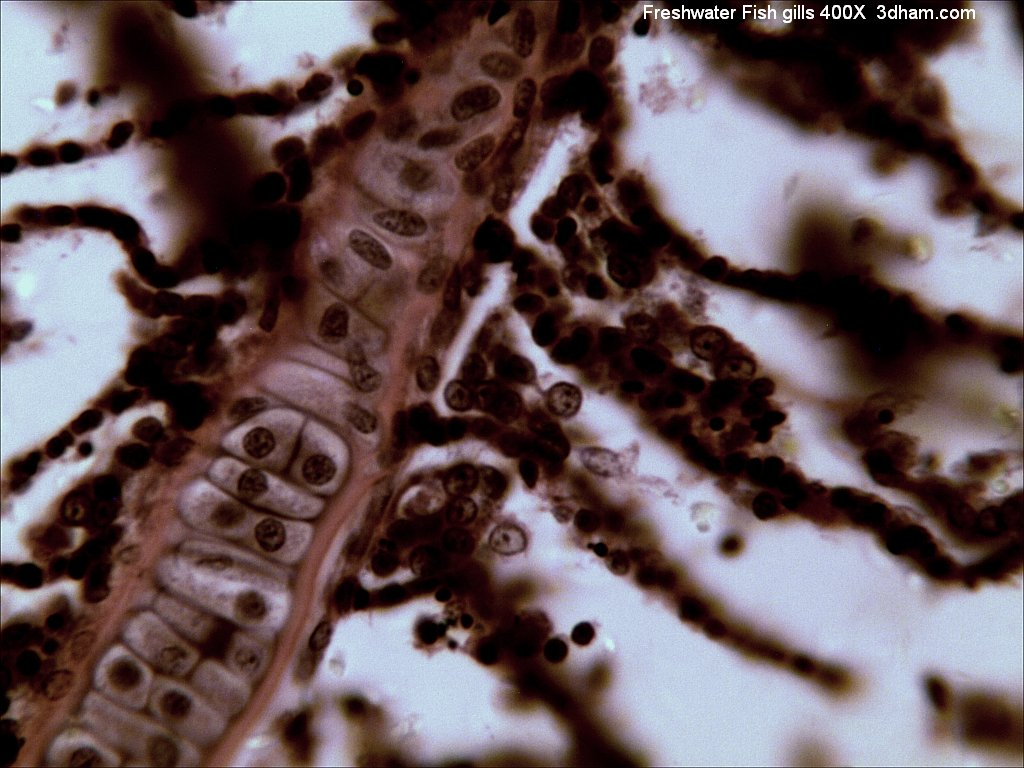
Branquias de un pez de agua dulce ampliadas 400 veces.

Las branquias de los vertebrados suelen desarrollarse en las paredes de la faringe, a lo largo de una serie de hendiduras branquiales que se abren al exterior. La mayoría de las especies emplean un sistema de intercambio por contracorriente para mejorar la difusión de sustancias dentro y fuera de las branquias, con la sangre y el agua fluyendo en direcciones opuestas entre sí. Las branquias están compuestas por filamentos en forma de peine, las láminas branquiales, que ayudan a aumentar su superficie para el intercambio de oxígeno.
Cuando un pez respira, aspira una bocanada de agua a intervalos regulares. A continuación, junta los lados de la garganta, forzando el agua a través de las aberturas branquiales, de modo que pasa por encima de las branquias hacia el exterior. Las hendiduras branquiales de los peces pueden ser los ancestros evolutivos de las glándulas del timo, glándulas paratiroides, así como muchas otras estructuras derivadas de las bolsas branquiales embrionarias.

## Anfibios

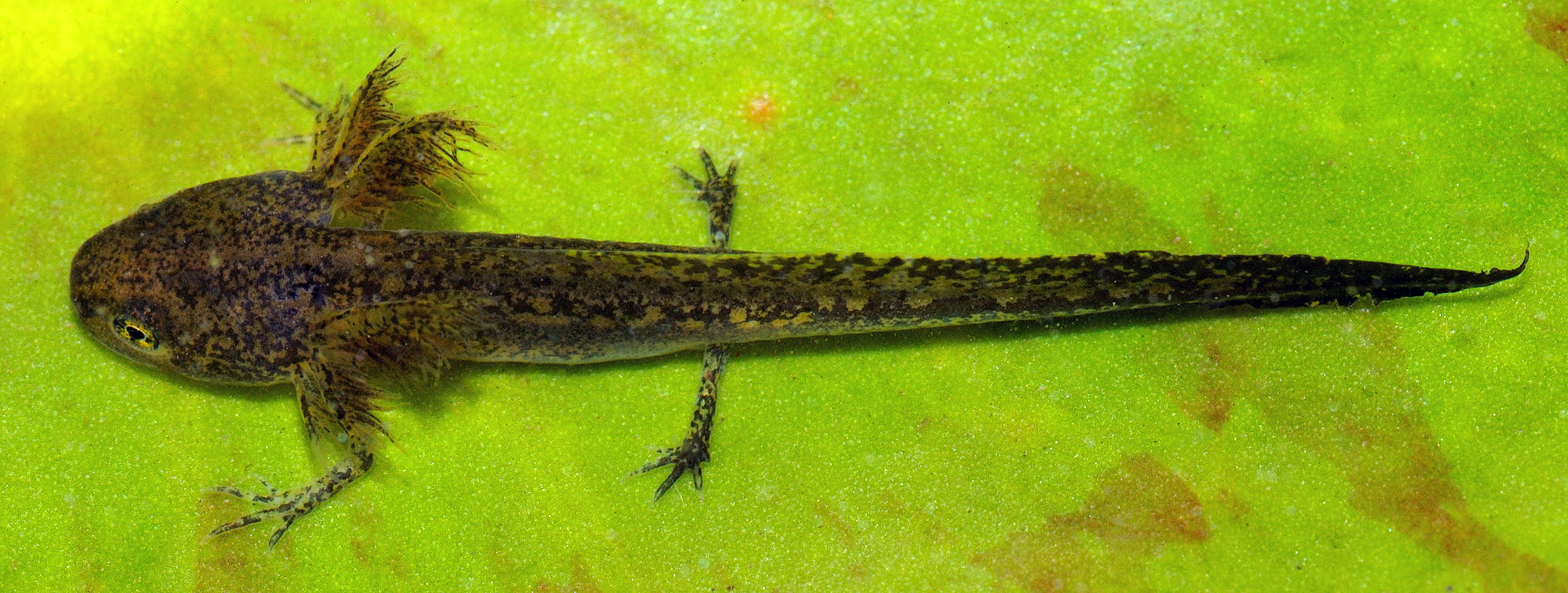
Una larva de tritón alpino que muestra las branquias externas, que se ensanchan justo detrás de la cabeza.

Los renacuajos de los anfibios tienen de tres a cinco hendiduras branquiales que no contienen branquias reales. Por lo general, no hay espiráculo u opérculo verdadero, aunque muchas especies tienen estructuras similares a opérculos. En lugar de branquias internas, desarrollan tres branquias externas plumosas que crecen desde la superficie exterior de los arcos branquiales. A veces, los adultos las conservan, pero generalmente desaparecen en la metamorfosis. Ejemplos de salamandras que conservan sus branquias externas al llegar a la edad adulta son el olm y el mudpuppy.
Aun así, algunos grupos de tetrápodos extintos conservaron branquias verdaderas. Un estudio sobre Archegosaurus demuestra que tenía branquias internas como los verdaderos peces.

## Invertebrados

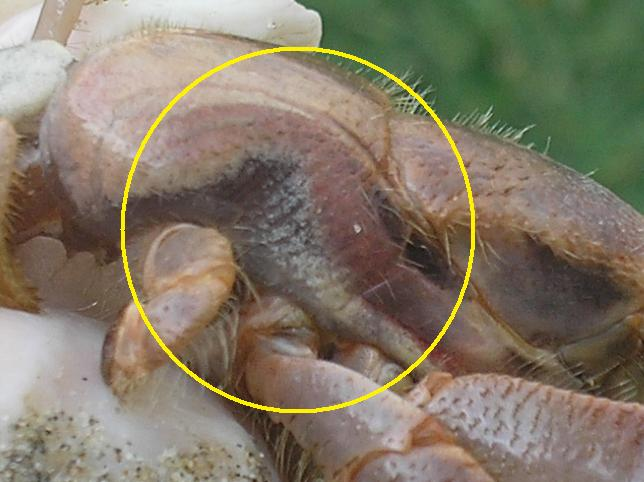
El cangrejo ermitaño del Caribe tiene branquias modificadas que le permite vivir en condiciones de humedad

Los Crustáceos, moluscos y algunos insectos acuáticos tienen branquias empenachadas o estructuras en forma de placa en la superficie de su cuerpo. Las branquias de diversos tipos y diseños, simples o más elaborados, han evolucionado de forma independiente en el pasado, incluso entre la misma clase de animales. Los segmentos de los poliquetos llevan parapodia muchos de los cuales llevan branquias. Las esponjas carecen de estructuras respiratorias especializadas, y todo el animal actúa como una branquia ya que el agua es arrastrada a través de su estructura esponjosa.

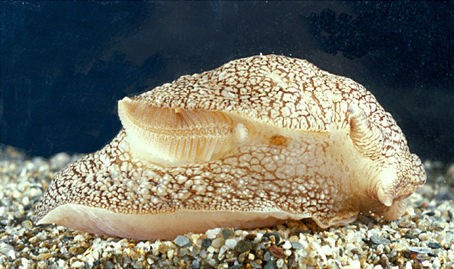
Una babosa de mar viva, Pleurobranchaea meckelii: La branquia (o Ctenidio) es visible en esta vista del lado derecho del animal

Los artrópodos acuáticos suelen tener branquias que en la mayoría de los casos son apéndices modificados. En algunos crustáceos están expuestas directamente al agua, mientras que en otros están protegidas dentro de una cámara branquial. El cangrejo de herradura tiene branquias laminares que son aletas externas, cada una con muchas membranas finas en forma de hoja.
Muchos invertebrados marinos como los moluscos bivalvos son filtradores. Se mantiene una corriente de agua a través de las branquias para el intercambio de gases, y al mismo tiempo se filtran las partículas de alimento. Éstas pueden quedar atrapadas en moco y ser trasladadas a la boca mediante el batir de los cilios.
La respiración en los equinodermos (como las estrellas de mar y los erizos de mar) se lleva a cabo mediante una versión muy primitiva de las branquias llamadas pápulas. Estas delgadas protuberancias en la superficie del cuerpo contienen divertículos del sistema hidrovascular.
Las branquias de los insectos acuáticos son traqueales, pero los tubos de aire están sellados, comúnmente conectados a finas placas externas o estructuras empenachadas que permiten la difusión. El oxígeno de estos tubos se renueva a través de las branquias. En la larval libélula, la pared del extremo caudal del tracto alimentario (recto) está provista de abundantes tráqueas a modo de branquias rectales, y el agua bombeada dentro y fuera del recto proporciona oxígeno a las tráqueas cerradas.

## Peces
Las branquias de los peces forman una serie de hendiduras que conectan la faringe con el exterior del animal a cada lado del pez detrás de la cabeza. Originalmente había muchas hendiduras, pero durante la evolución, el número se redujo y los peces modernos tienen en su mayoría cinco parejas, y nunca más de ocho.

### Peces cartilaginosos
Los tiburones y las rayas suelen tener cinco pares de hendiduras branquiales que se abren directamente al exterior del cuerpo, aunque algunos tiburones más primitivos tienen seis pares, siendo el tiburón de siete branquias el único pez cartilaginoso que supera este número. Las hendiduras adyacentes están separadas por un arco branquial cartilaginoso desde el cual se proyecta un rayo branquial cartilaginoso. Este rayo branquial es el soporte del tabique interbranquial en forma de lámina, en el que se encuentran las laminillas individuales de las branquias a ambos lados. La base del arco también puede soportar branquiespinas, proyecciones en la cavidad faríngea que ayudan a evitar que grandes trozos de desechos dañen las delicadas branquias.
Una abertura más pequeña, el espiráculo, se encuentra en la parte posterior de la primera hendidura branquial. Tiene una pequeña pseudorama que se asemeja a una branquia en estructura, pero solo recibe sangre ya oxigenada por las verdaderas branquias. Se cree que el espiráculo es homólogo a la abertura de la oreja en los vertebrados superiores.

La mayoría de los tiburones dependen de la ventilación mecánica, forzando el agua hacia la boca y las branquias nadando rápidamente hacia adelante. En especies de movimiento lento o que habitan en el fondo, especialmente entre rayas y rayas, el espiráculo puede estar agrandado y el pez respira succionando agua a través de esta abertura, en lugar de por la boca.
Las quimeras se diferencian de otros peces cartilaginosos en que han perdido tanto el espiráculo como la quinta hendidura branquial. Las hendiduras restantes están cubiertas por un opérculo, desarrollado a partir del tabique del arco branquial delante de la primera branquia.

### Peces óseos

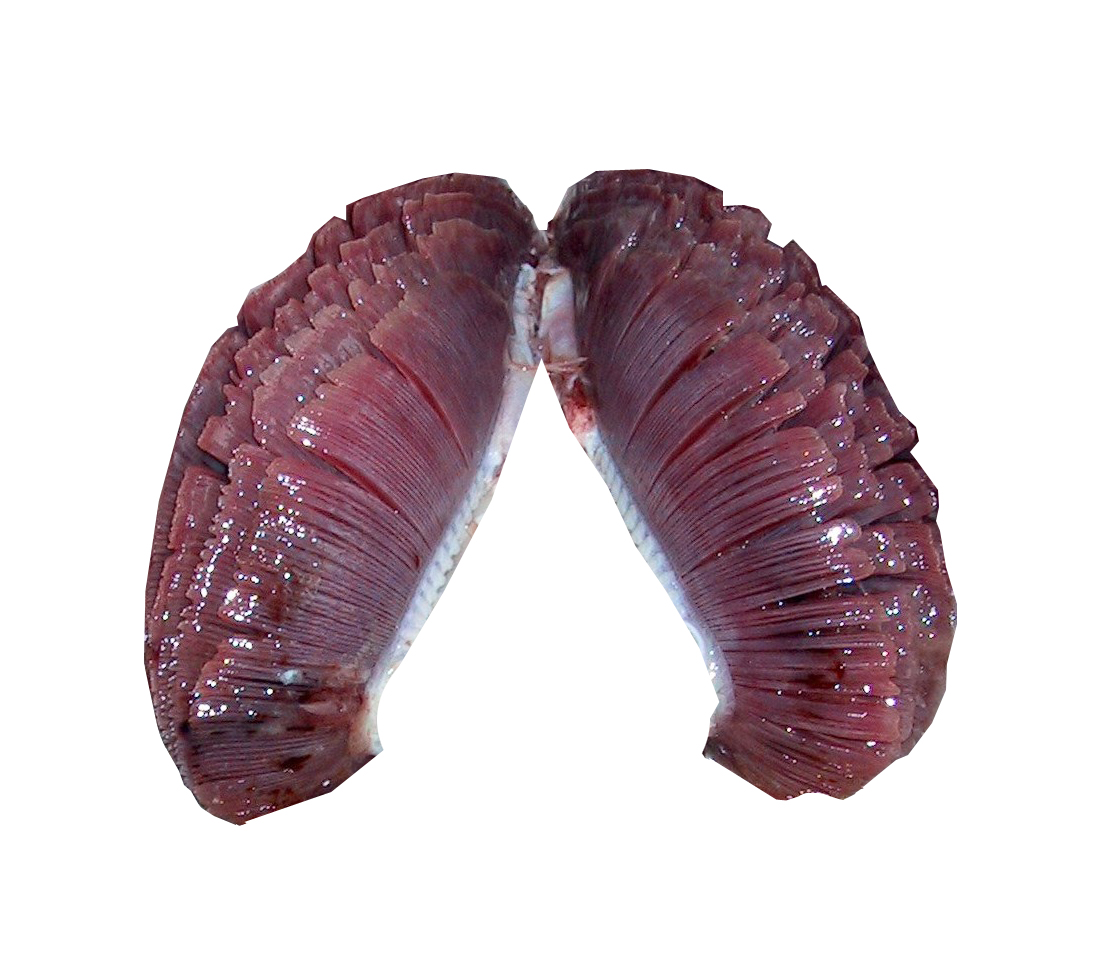
Branquias rojas desprendidas de dentro de una cabeza de atún (vista desde atrás).

En los peces óseos Osteichthyes, las branquias se encuentran en una cámara branquial cubierta por un opérculo óseo. La gran mayoría de las especies de peces óseos tienen cinco pares de branquias, aunque algunas han perdido algunas a lo largo de la evolución. El opérculo puede ser importante para ajustar la presión del agua dentro de la faringe para permitir una ventilación adecuada de las branquias, de modo que los peces óseos no tengan que depender de la ventilación mecánica (y, por lo tanto, de un movimiento casi constante) para respirar. Las válvulas dentro de la boca evitan que el agua se escape.
Los arcos branquiales de los peces óseos normalmente no tienen tabique, por lo que sólo las branquias se proyectan desde el arco, sostenidas por radios branquiales individuales. Algunas especies conservan branquiespinas. Aunque todos los peces óseos, salvo los más primitivos, carecen de espiráculos, la pseudorama asociada a ellos a menudo permanece y se encuentra en la base del opérculo. Sin embargo, ésta suele estar muy reducida y consiste en una pequeña masa de células sin ninguna estructura similar a branquias.

## Efectos de la contaminación
La contaminación térmica tiende a reducir el nivel de oxígeno en el agua, y varios tipos de contaminación química pueden afectar a las branquias y sus funciones. Como ejemplo, las branquias de tres peces de agua dulce (pike, sander y silure) expuestos a aguas contaminadas del Timiș, un afluente del Danubio. (situado en Serbia) mostraba cambios histopatológicos de moderados a intensos. La alteración "progresiva" más común es la hiperplasia del epitelio branquial. Con frecuencia se producen alteraciones circulatorias, generalmente en forma de hiperemia. Los cambios fueron menores para el lucio y más intensos en el siluro (P <0,05). La alteración regresiva (erosión del epitelio) fue más pronunciada en la lucioperca (P <0,001). Este experimento demostró que las branquias de tres especies de depredadores que viven en las mismas aguas responden de forma muy diferente al mismo cóctel de contaminantes, lo que sugiere mecanismos ecotoxicológicos ligeramente diferentes entre especies; esto debería tenerse en cuenta para limitar el sesgo en los estudios ecotoxicológicos.